# 福隆海水浴場
25°1′15″N 121°56′43″E / 25.02083°N 121.94528°E

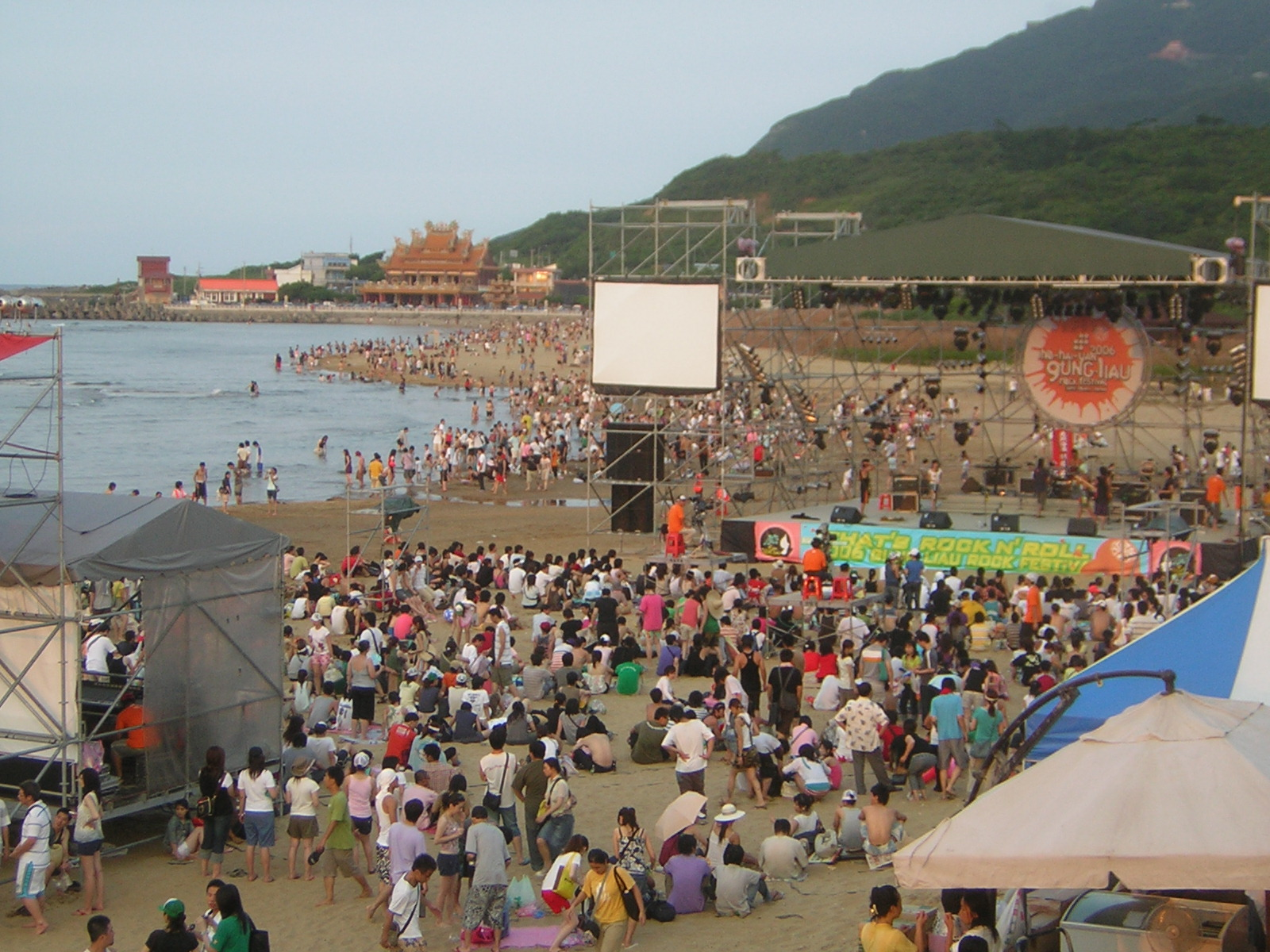
2006年的貢寮國際海洋音樂祭

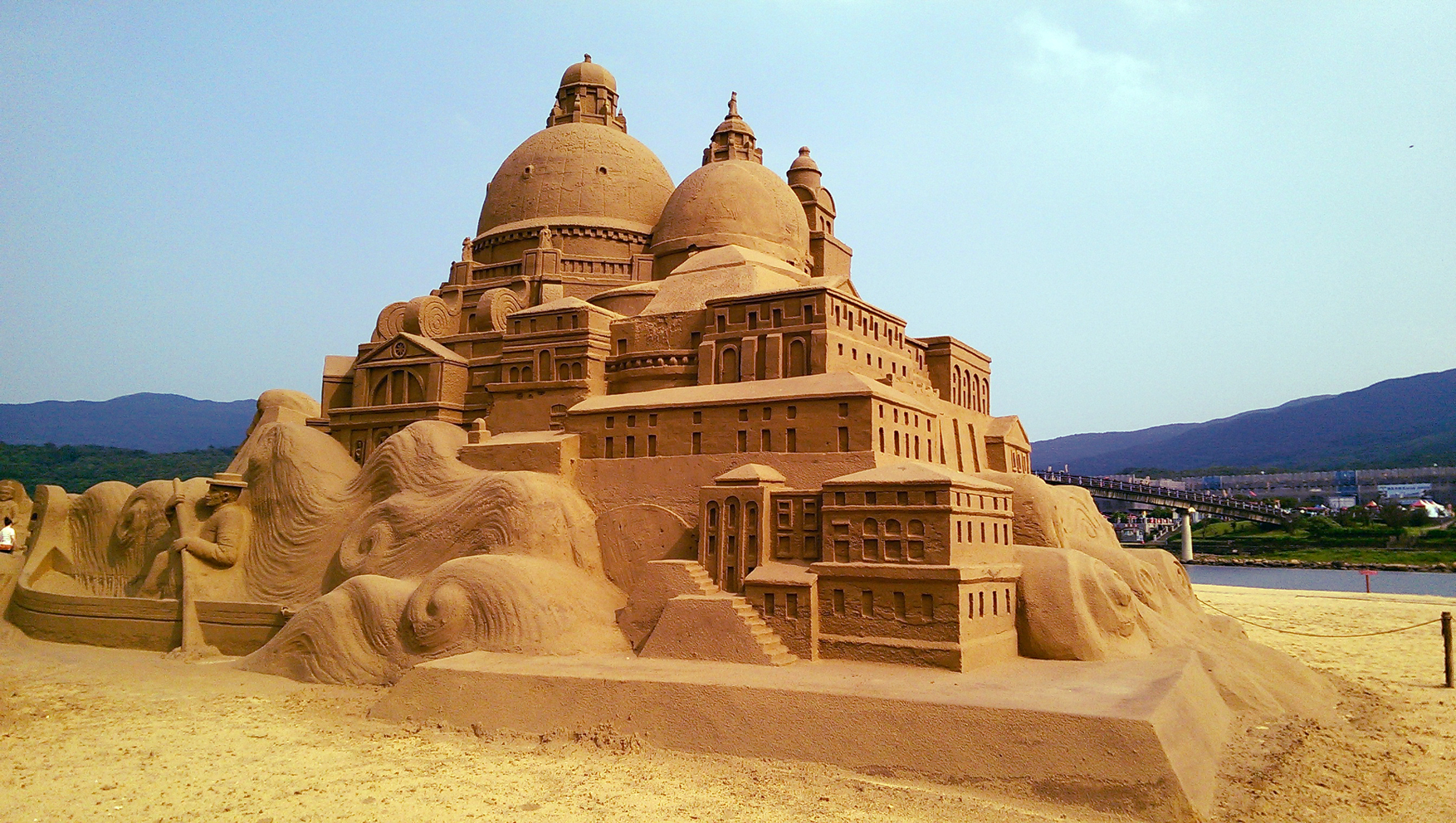
2014年的福隆國際沙雕藝術節

福隆海水浴場是位於台灣新北市貢寮區福隆里的海水浴場，座落於東北角三貂灣一帶的雙溪出海口，為北部知名的沙岸區，並且是少見的金色沙灘。此地也是北台灣知名的夏季海邊活動區域，附近設有龍門露營區提供露營等野外活動。

## 概況

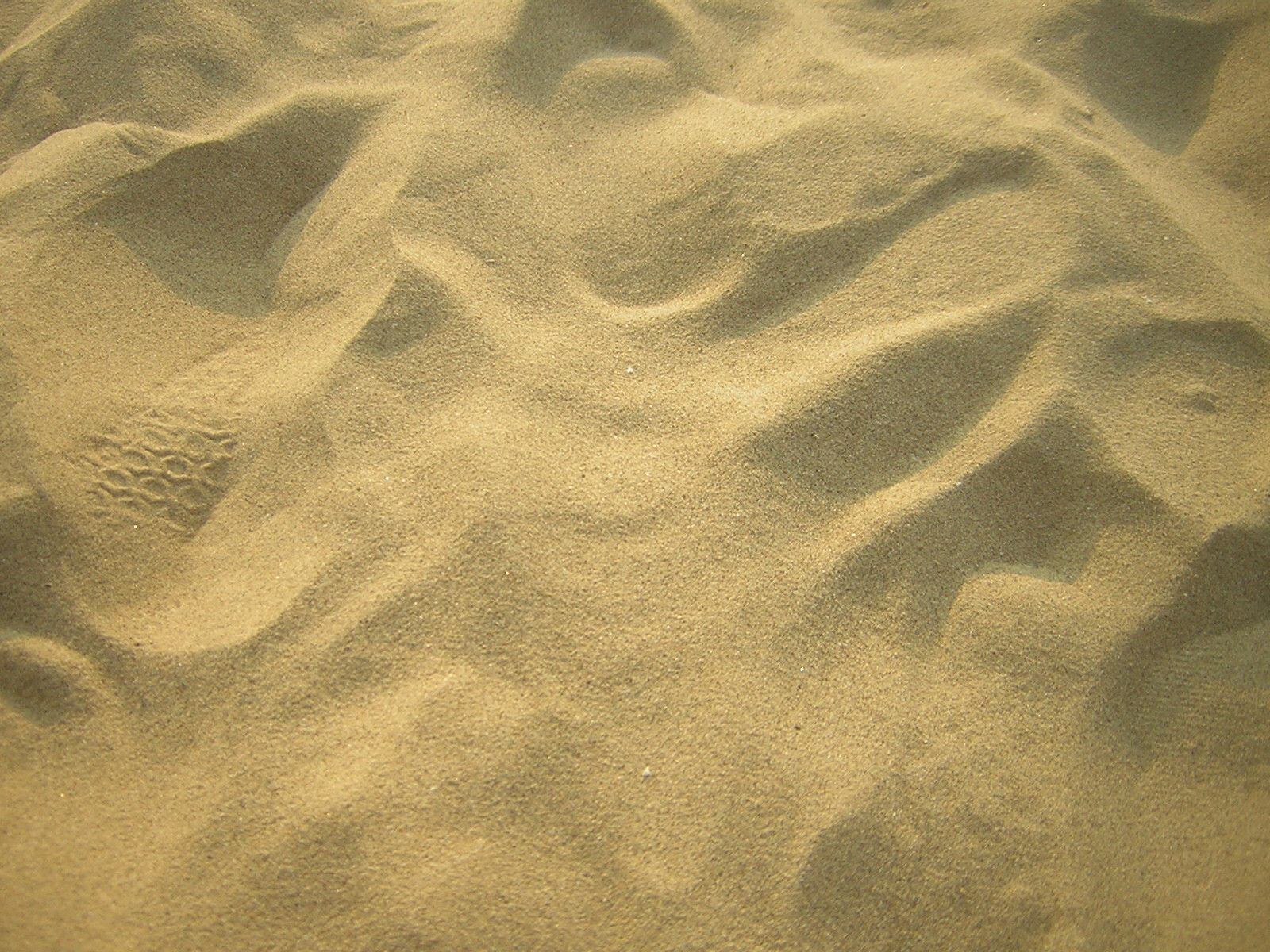
外灘的金沙

因雙溪在此處出海，整個海水浴場的沙灘分為內灘與外灘。由於河道經常變動，架設於沙灘上的行人天橋有些年月可通至外灘，有些年月卻又直入海中。
海水浴場中的金黃色沙灘近年來沙量逐漸流失，海岸線逐漸內縮，有人認為與核四工程興建的重件碼頭堤坊造成「突堤效應」有關，對珍貴的金黃福隆沙灘傷害甚鉅。核四相關人士反駁，因為上游牡丹溪與坪林溪整治工作，河岸幾乎建成水泥，導致河沙量減少才是主因。海水不清澈，是綠色的。

## 沿革
福隆海水浴場開闢於日治時期，原名「福隆海濱浴場」。二戰後由臺灣省臺北縣貢寮鄉公所（今新北市貢寮區公所）與當地漁會合資經營，後為擴展其旅遊事業，1959年6月經臺灣省政府核准轉交台灣鐵路管理局經營，1959年7月3日鐵路局建設完成更衣及儲物間淡水沐浴室等基礎設施並剪綵開始營運，同年9月建設完成以串連50加侖油桶工法的浮橋暢通內外沙灘，方便遊客往來。東北角暨宜蘭海岸國家風景區成立後，改由風景區管理處管理迄今。
自2000年起，每年七月至八月間會擇日舉辦貢寮國際海洋音樂祭，為期3至5日，常因颱風干擾日程或損毀設施而改期，並且舞台架設所在的沙灘位置常受雙溪河道影響。
自2008年起舉辦福隆國際沙雕藝術季，邀請來自不同國家的沙雕藝術家在此創作。

## 附近景點

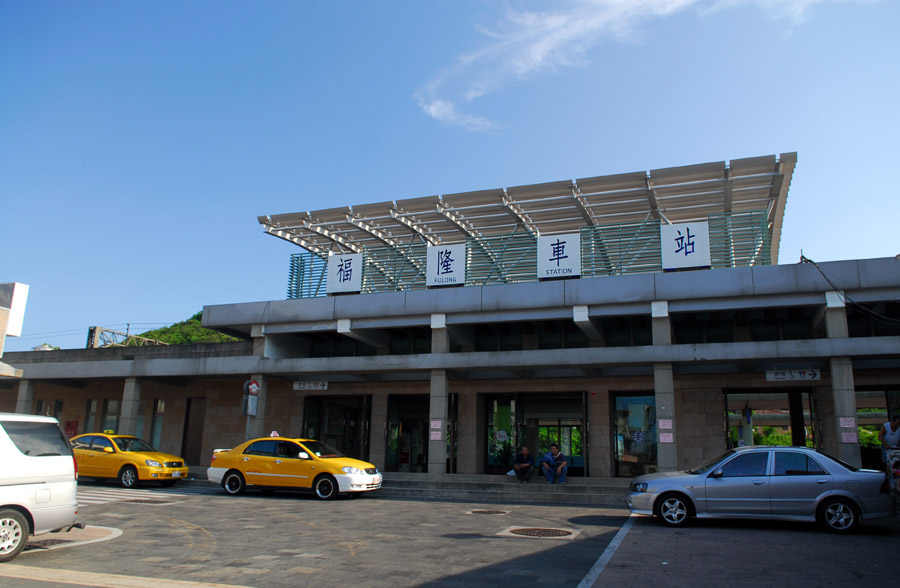
福隆車站

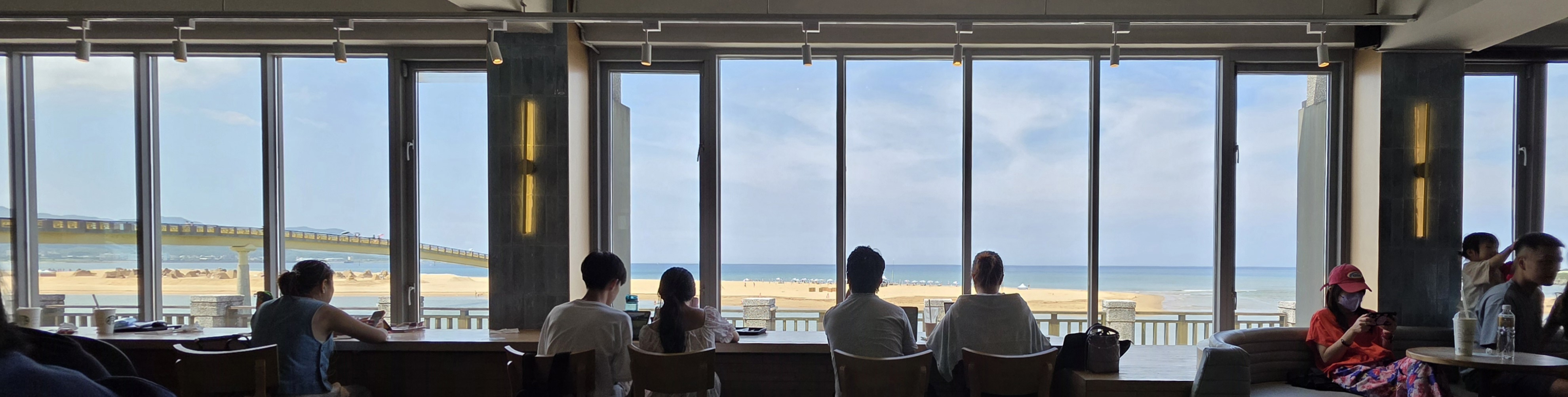
星巴克福隆觀海門市

- 東北角暨宜蘭海岸國家風景區管理處暨福隆遊客服務中心
- 龍門露營區
- 雙溪出海口
- 台鐵宜蘭線福隆車站
- 福隆東興宮
- 福隆貝悅渡假酒店
- 福容大飯店(福隆)

## 外部連結
- 東北角海岸國家風景區——福隆、龍門露營區
- 福容大飯店- 福隆海水浴場 （页面存档备份，存于）
- 福隆海水浴場 - 新北市觀光旅遊網 （页面存档备份，存于）
- 福隆海水浴場 - 交通部觀光局 （页面存档备份，存于）
- 福隆海水浴場-東北角暨宜蘭海岸國家風景區觀光資訊網 （页面存档备份，存于）
- 台灣，你好！.YouTube上的【台灣，你好！】沙發環島空拍鷹眼系列 - 福隆海水浴場2015/7/24卷一.2015-08-12